# Scarus chinensis
El pez loro chino (Scarus chinensis) es una especie de peces de la familia Scaridae en el orden de los Perciformes.

## Distribución geográfica
Se encuentra en  China.